# 대한민국의 음악제 목록
다음은 대한민국의 음악제 목록이다.
- 펜타포트 락 페스티벌
- 부산 국제 록 페스티벌
- 지산 밸리 록 페스티벌
- 쌈지 사운드 페스티벌
- 통영 국제 음악제
- 서머 브리즈
- ETPFEST

## 같이 보기
- 대한민국의 음악